# 송민경 (성우)
송민경(1970년 2월 17일 ~ )은 대한민국의 성우이다. 1992년 KBS에 입사했으며, 현재는 KBS 23기이다. 한국방송 성우극회 소속.

## 주요 출연작품

### 애니메이션
- 마법소녀 리나 (SBS) - 아줌마
- 전설의 용사 다간 (SBS)
- 무지개 요정 큐티하니 (SBS)

### 애니메이션 영화
- 붉은매 (SBS) - 고원

### 영화
- 데스퍼레이트 (SBS)
- 랜섬 (SBS)
- 마틴 쉰의 유죄추정 (SBS)
- 폴리스 스토리 2 (SBS) - 여형사(곽금은)
- 최후의 탈출 (SBS) - 노엘

### 게임
- 요정전설 - 호문크루스(요정)
- 이리너